# 官塘镇 (潮州市)
官塘镇，是中华人民共和国广东省潮州市湘桥区下辖的一个镇，距離潮州市十公里，潮安县東南面，其南面為汕头市澄海区隆都镇，辖下設15个村委会及1个居委会。中华人民共和国建立後，成立秋东区署。1953年改为四区区公所。1958年與現時的铁铺鎮、铺浦鎮組成铁铺人民公社，1976年拆為官塘公社，1983年設區，直至1987年正式建官塘镇。未來的潮揭高速公路將取道於此。
2013年6月28日，国务院批复同意广东省调整潮州市部分行政区划，将原潮安县的官塘镇划归湘桥区管辖。

## 行政区划
官塘镇下辖以下地区：
官塘社区、奕湖村、奕庵村、奕东村、尧里村、苏三村、苏二村、宫头村、顶乡村、城甲村、石湖村、巷下村、元房村、巷头村、象山村和秋溪村。